# Championnat des Pays-Bas de rugby à XV
Le championnat des Pays-Bas de rugby à XV dénommé Ereklasse, rassemble les douze meilleurs clubs de rugby à XV des Pays-Bas.

## Palmarès[1]
| - 1936 : ARVC - 1937 : ARVC - 1938 : DSR-C - 1939 : DSR-C - 1940 : Amsterdamse AC - 1941 : Aucun - 1942 : Aucun - 1943 : Aucun - 1944 : Aucun - 1945 : Amsterdamse AC - 1946 : Amsterdamse AC - 1947 : Rotterdamse RC - 1948 : DSR-C - 1949 : Amsterdamse AC - 1950 : DSR-C - 1951 : DSR-C - 1952 : Inconnu - 1953 : DSR-C - 1954 : Amsterdamse AC - 1955 : Amsterdamse AC - 1956 : Amsterdamse AC - 1957 : RC Hilversum - 1958 : RC Hilversum - 1959 : RC Hilversum - 1960 : RC Hilversum | - 1961 : Amsterdamse AC - 1962 : RC Hilversum - 1963 : Te Werve RFC - 1964 : Amsterdamse AC - 1965 : RC Hilversum - 1966 : Haagsche RC - 1967 : Haagsche RC - 1968 : Aucun - 1969 : Amsterdamse AC - 1970 : Haagsche RC - 1971 : Haagsche RC - 1972 : Haagsche RC - 1973 : Haagsche RC - 1974 : RC Hilversum - 1975 : RC Hilversum - 1976 : RC Hilversum - 1977 : Amsterdamse AC - 1978 : Haagsche RC - 1979 : Aucun - 1980 : Haagsche RC - 1981 : LRC Diok - 1982 : RC Hilversum - 1983 : RC Hilversum - 1984 : RC Hilversum - 1985 : Haagsche RC | - 1986 : RC Hilversum - 1987 : Castricumse RC - 1988 : Castricumse RC - 1989 : LRC Diok - 1990 : LRC Diok - 1991 : LRC Diok - 1992 : LRC Diok - 1993 : LRC Diok - 1994 : LRC Diok - 1995 : LRC Diok - 1996 : LRC Diok - 1997 : LRC Diok - 1998 : LRC Diok - 1999 : Haagsche RC - 2000 : Castricumse RC - 2001 : Haagsche RC - 2002 : Haagsche RC - 2003 : Castricumse RC - 2004 : Castricumse RC - 2005 : Castricumse RC - 2006 : Castricumse RC - 2007 : Castricumse RC - 2008 : RC The Dukes - 2009 : RC 't Gooi - 2010 : RC Hilversum | - 2011 : RC Hilversum - 2012 : RC Hilversum - 2013 : RC 't Gooi - 2014 : Haagsche RC - 2015 : RC Hilversum - 2016 : RC Hilversum - 2017 : RC Hilversum - 2018 : RC 't Gooi - 2019 : LRC Diok - 2020 : Annulé - 2020-2021 : Non disputé - 2022 : LRC Diok - 2023 : RC Eemland |

## Bilan par club du championnat des Pays-Bas
| Club           | Titres | Premier(s) - Dernier(s) |
| -------------- | ------ | ----------------------- |
| RC Hilversum   | 19     | 1957-2017               |
| Haagsche RC    | 13     | 1966-2014               |
| LRC Diok       | 13     | 1981-2022               |
| Amsterdamse AC | 11     | 1940-1977               |
| Castricumse RC | 8      | 1987-2007               |
| DSR-C          | 6      | 1938-1953               |
| RC 't Gooi     | 3      | 2009-2018               |
| ARVC           | 2      | 1936-1937               |
| RC The Dukes   | 1      | 2008                    |
| Rotterdamse RC | 1      | 1947                    |
| Te Werve RFC   | 1      | 1963                    |
| RC Eemland     | 1      | 2023                    |